# 流體動力學
流體動力學（英語：Fluid dynamics）是流體力學的一門子學科。流體動力學研究的對象是運動中的流體（含液體和氣體）的狀態與規律。流體動力學底下的子學科包括有空氣動力學和液體動力學。
解決一個典型的流體動力學問題，需要計算流體的多項特性，主要包括速度、壓力、密度、溫度。
流體動力學有很大的應用，比如在預測天氣，計算飛機所受的力和力矩，輸油管線中石油的流率等方面上。其中的的一些原理甚至運用在運輸工程，因交通運輸本身可被視為一連續流體运动。

## 流體動力學方程式
流體動力學的基本公理為守恆律，特別是質量守恆、動量守恆（也稱作牛頓第二與第三定律）以及能量守恆。這些守恆律以古典力學為基礎，並且在量子力學及廣義相對論中有所修改。它們可用雷諾傳輸定理（Reynolds transport theorem）來表示。
除了上面所述，流體還假設遵守「連續性假設」（continuum assumption）。流體由分子所組成，彼此互相碰撞，也與固體相碰撞。然而，連續性假設考慮了流體是連續的，而非離散的。因此，諸如密度、壓力、溫度以及速度等性質都被視作是在無限小的點上具有良好定義的，並且從一點到另一點是連續變動。流體是由離散的分子所構成的這項事實則被忽略。
若流體足夠緻密，可以成為一連續體，並且不含有離子化的組成，速度相對於光速是很慢的，則牛頓流體的動量方程式為「納維-斯托克斯方程式」。其為非線性微分方程式，描述流體的流所帶有的應力是與速度及壓力呈線性相依。未簡化的納維-斯托克斯方程式並沒有一般閉形式解，所以只能用在計算流體力學，要不然就需要進行簡化。方程式可以通過很多方法來簡化，以容易求解。其中一些方法允許適合的流體力學問題能得到閉形式解。
除了質量、動量與能量守恆方程式之外，另外還有熱力學的狀態方程式，使得壓力成為流體其他熱力學變數的函數，而使問題得以被限定。其中一個例子是所謂的理想氣體方程式：
{\displaystyle p={\frac {\rho R_{u}T}{M}}}
其中 
{\displaystyle p}為壓力，
{\displaystyle \rho }為密度，
{\displaystyle R_{u}}為氣體常數，
{\displaystyle M}為分子量，以及 
{\displaystyle T}為溫度。

### 可壓縮流與不可壓縮流
所有流體某種程度上而言都是可壓縮的，換言之，壓力或溫度的改變會造成流體密度的改變。然而，許多情況下，壓力或溫度改變所造成的密度改變相當微小，是可以被忽略的。此種流體可以用不可壓縮流進行模擬，否則必須使用更普遍性的可壓縮流方程式進行描述。
數學上而言，「不可壓縮性」代表著流體流動時，其密度{\displaystyle \rho \;}維持不變，換言之：
{\displaystyle {\frac {\mathrm {D} \rho }{\mathrm {D} t}}=0\,}，
其中，{\displaystyle \mathrm {D} /\mathrm {D} t}為隨質導數（substantial derivative）。此條件可以簡化許多描述流體的方程式，尤其是運用在均勻密度的流體。而隨質導數又可分解成局部導數與對流導數，前者代表位置不變時，性質隨時間之變化率，而後者代表質點運動時，該性質隨速度方向之變化率。若為不可壓縮流，則代表對密度做隨質導數與對流導數，都各別為0時，代表密度不隨位置跟時間改變，即不可壓縮流。
對於氣體要辨別是否具有可壓縮性，馬赫數是一個衡量的指標。概略來說，在馬赫數低於0.3左右時，可以用不可壓縮流的行為解釋。
至於液體，較符合可壓縮流還是不可壓縮流的性質，主要取決於液體本身的性質（特別是液體的臨界壓力與臨界溫度）和流體的條件（液體壓力是否接近和液體臨界壓力）。
聲學的問題往往需要引進壓縮性的考量，因為聲波算是可壓縮波，其性質會隨著傳播的介質以及壓力變化而改變。

### 黏性流與非黏性流
當流體內的阻力越大時，描述流體須考慮其黏性的影響。雷諾數可用來估算流體的黏性對描述問题的影響。
所謂史托克流指雷諾數相當小的流動。在此情況，流體的慣性相較於黏性可忽略。而流體的雷諾數大代表流體流動時慣性大於黏性。因此當流體有很大的雷諾數，假設它是非黏性流，忽略其黏性，可當成一個近似。
這樣的近似，當雷諾數大時，可得到很好的結果，即便是在某些不得不考慮黏性的問題上（例如邊界問題）。但在流體與管壁的邊界，有所謂的不滑移條件，局部會有很大的速率應變率，使得黏性的作用放大而有渦度，黏性因而不可被忽略。
因此，計算管壁對流體的淨力，需要使用黏性方程式。如同達朗白謬論的說明，物體在非黏性流裡，不會感受到力。歐拉方程是描述非黏性流的標準方程式。在這種情況，一個常使用的模型，使用歐拉方程描述遠離邊界的流體，在接觸的邊界，使用邊界層方程式。
在某一個流線上，將歐拉方程積分，可得到白努利定律。如果流體每一處都是無旋轉渦動，白努利方程可描述整個流動。

### 穩定流與非穩定流
穩定流即在流場中任一特定位置上，此位置上流體質點的任何物理性質不會隨時間改變。在流場中若有流線，線上任一位置上的切線方向與質點之速度向量相同。
非稳定流：水在渗流场内运动过程中各个运动要素随时间改变的水流运动。运动要素包括水位、流速、流向等

### 層流與紊流
當流動由漩渦和表觀的隨機性所主導時，此種流動稱為紊流。當亂流效應不明顯時，則稱為層流。然而值得注意的是，流動之中存在於漩渦不一定表示此流動為亂流──這些現象可能也存在於層流之中。數學上，紊流通常以雷諾分離法來表示，也就是紊流可以表示成穩定流與擾動部分的和。
亂流遵守納維-斯托克斯方程式。數值直解法（Direct numerical simulation，DNS），基於納維-斯托克斯方程式可應用在不可壓縮流，可使用雷諾數對紊流進行模擬（必須在電腦性能與演算結果準確性均能負荷的條件下）。而此數值直解法的結果，可以解釋所得的實驗資料。
然而，大部分我們有興趣的流動都是雷諾數比DNS能夠模擬的範圍大上許多，即使電腦性能在接下來的數十年間持續發展，仍難以實行模擬。任何飛行交通工具，要足夠能承載一個人（L >3 m）以72 km/h（20 m/s）的速度移動，此情況都遠遠在DNS能夠模擬的範圍之外（雷諾數為4百萬）。像是空中巴士A300或波音747這類的飛行工具，機翼上的雷諾數超過4千萬（以翼弦為標準）。為了能夠處理這些生活上實際的問題，需要建立紊流模型。雷諾平均納維-斯托克斯方程式（Reynolds-averaged Navier-Stokes equations）結合了紊流的效果，提供了一個紊流的模型，將額外的動量傳遞表示由雷諾應力所造成；然而，亂流也會增加熱傳與質傳速度。大渦數值模擬計算（Large eddy simulation，LES）也是一個模擬方法，外觀與分離渦流模型（detached eddy simulation, DES）甚相似，是一種紊流模擬與大渦數值模擬計算的結合。

### 牛頓式流體與非牛頓式流體
牛頓流體為在定溫及定壓之下，流體的動力黏制係數不會隨速度梯度變化，且保持定值，非牛頓流體的動力黏制係數則會隨速度梯度改變。